# Новоильинск (Забайкальский край)
Новоильинск — село в Чернышевском районе Забайкальского края России. Административный центр и единственный населенный пункт сельского поселения « Новоильинское».

## География
Находится в юго-западной части района на расстоянии примерно 15 километров (по прямой)  на запад от поселка Чернышевск.

## Климат
Климат резко континентальный. Ср. температура в июле +16 +20 °С (максимальная +37 °С), в янв. –26 –30 °С (абс. минимум –57 °С). Осадков выпадает 300–350 мм/год. Вегетационный период продолжается от 130 до 150 дней.  
Часовой пояс
Село Новоильинское находится в часовой зоне МСК+6. Смещение применяемого времени относительно UTC составляет +9:00.

## История
Официальный год основания села 1863. В начале XVIII века здесь находились три хутора оседлых тунгусов. В 1863 году население – 190 чел., из которых более половины составляли тунгусы. В советское время работали колхозы им.Ворошилова и "Страна Советов" (правопреемник СПК «Новоильинский»).

## Население
| 2010 | 2012 | 2013 | 2014 | 2015 | 2016 | 2017 |
| ---- | ---- | ---- | ---- | ---- | ---- | ---- |
| 330  | ↘319 | ↗321 | ↘319 | ↘309 | →309 | ↘302 |
| 2018 | 2019 | 2020 | 2021 |      |      |      |
| →302 | ↘298 | ↘283 | ↘216 |      |      |      |

Постоянное население составляло 504 человек в 2002 году (русские 100%).

## Инфраструктура
Имеется школа, клуб, фельдшерско-акушерский пункт.